# Bovec

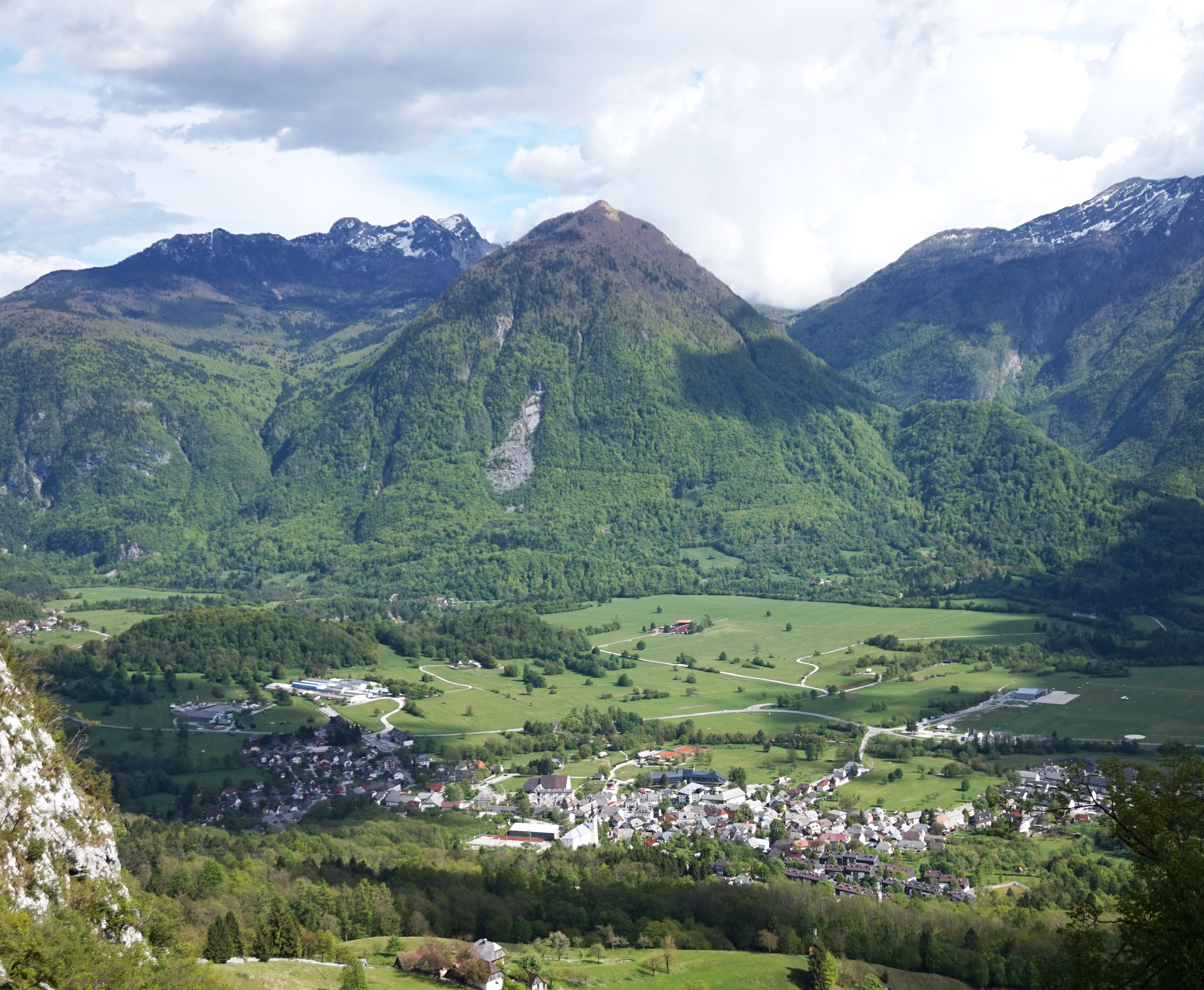
Blick auf Bovec

Die Ortschaft Bovec (deutsch (historisch) Flitsch oder Pless, italienisch Plezzo) ist Hauptort und Verwaltungssitz der Gemeinde Bovec im Nordwesten Sloweniens. Sie liegt in der Alpenregion Julische Alpen im Tal der Soča.

## Lage
Der Ort Bovec liegt auf einer Höhe von 434 m. i. J. unterhalb der Osthänge des Kaninmassivs und am Rand des Bovec-Beckens, einer breiten und flachen Talsenke, in der die Koritnica in die Soča mündet.
Zum Veliki vrh (dt. Rombon) hin, an dessen südlicher Flanke sich Bovec befindet, steigt der Ort leicht an.

## Geschichte
Bovec wurde 1070 in schriftlichen Quellen als Plecium und Pletium erwähnt, 1181–96 als Vlicez, 1257 als Plezio und 1377 als Pleç. Im lokalen Dialekt ist die Siedlung als Bec bekannt. Im 12. und 13. Jahrhundert bezeichnete der Name nicht nur die Siedlung selbst, sondern auch die weitere Region der oberen Soča, einschließlich des Trentatals.

## Sehenswürdigkeiten
- Nationalpark Triglav
- Botanischer Garten ‚Alpinum Juliana‘
- Bergsteigen an in den Berggebieten Bavški Grintavec, Mangart, Mojstrovka, Monte Leupa
- Wandern, Wildwasser in den Gebieten der Flüsse Soča, Boka, Koritnica

## Bauwerke und Gedenkstätte

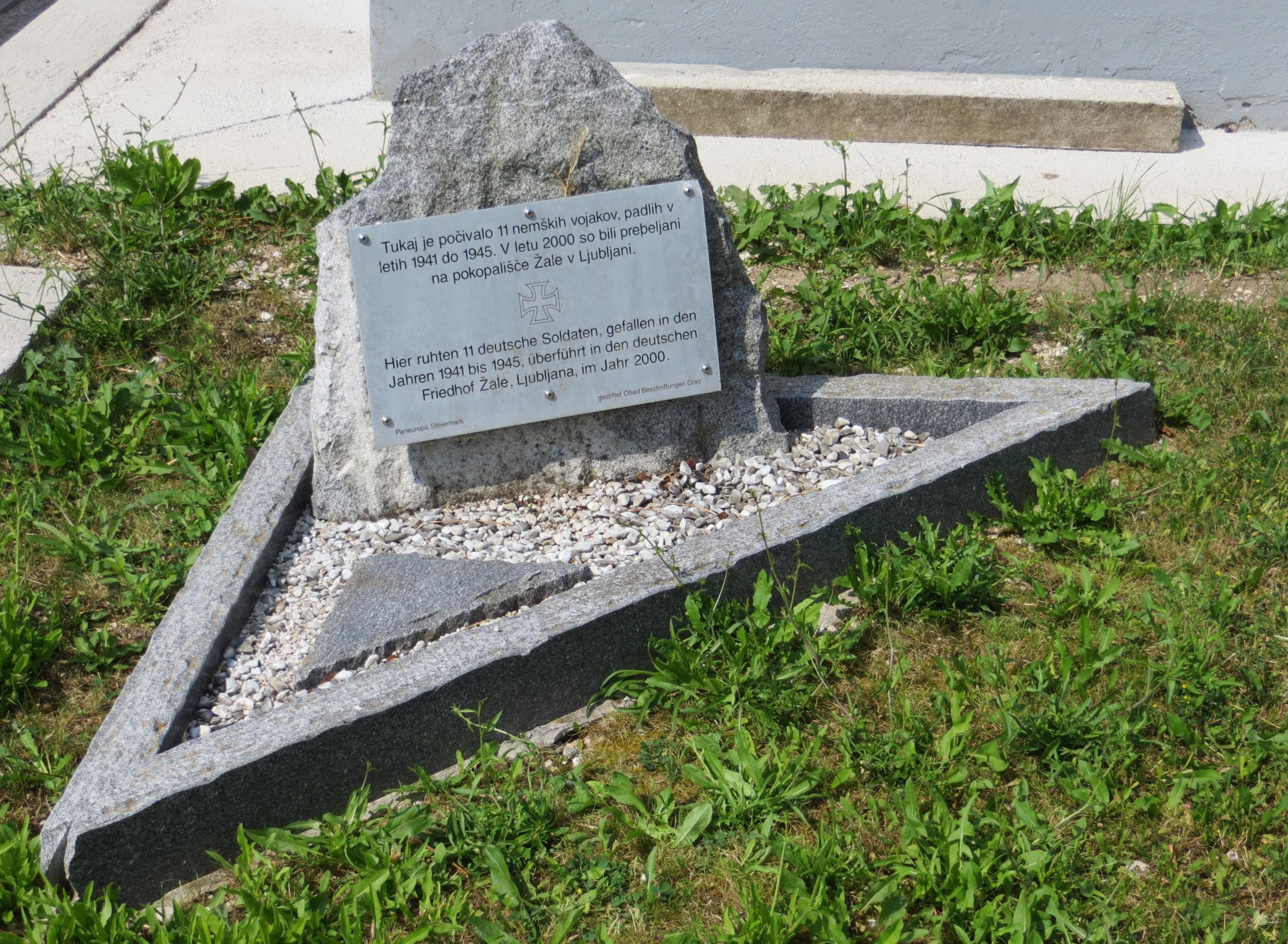
Gedenkstätte des Massengrabs

In Bovec existierte ein Massengrab aus dem Zweiten Weltkrieg: das Friedhofsmassengrab (slowenisch: Grobišče na pokopališču). Es befand sich neben dem Eingang zum Stadtfriedhof und enthielt die sterblichen Überreste von 11 deutschen Soldaten, die zwischen 1941 und 1945 getötet wurden. Die Namen aller Gefallenen sind bekannt. Das Grab wurde im Jahr 2000 exhumiert und die Überreste wurden auf den Friedhof Žale in Ljubljana überführt. Anders als die meisten Massengräber in Slowenien wurde das Grab während der kommunistischen Ära mit Mitteln des Volksbundes Deutsche Kriegsgräberfürsorge gut gepflegt. Der Ort ist durch eine Gedenktafel in slowenischer und deutscher Sprache gekennzeichnet.

## Söhne und Töchter des Ortes
- Anton Supersberg (1847–1921), österreichischer Gutsbesitzer und Politiker